# سابلين
السابلين أو السَمّوريّ أو زبرين أو سمور سيبريا هو قماش ناعم صقيل ذو زئبر طويل. عادة ما يكون مصنوعاً من الصوف، مثل المخير أو الألبكة، ويمكن أيضاً صنعه من شعر الحيوانات الأخرى، مثل الإبل.